# Parroquia de San Vicente Mártir (Zamora)
La parroquia de San Vicente Mártir es una parroquia del arciprestazgo de Zamora-ciudad, perteneciente a la diócesis de Zamora.

## Historia
A comienzos del siglo XX, estaban comprendidas dentro de la parroquia las iglesias de San Vicente Mártir, Santiago del Burgo, San Andrés, el Salvador, San Antolín y San Pablo. Aparece descrita en La provincia de Zamora: guía geográfica, histórica y estadística de la misma (1905) de Felipe Olmedo y Rodríguez con las siguientes palabras:

Parroquia de San Vicente Mártir.—La línea de su circuito divide de Norte á Sur la Plaza Mayor y desciende á la esquina de San Andrés y Balborraz; toma luego el Mercado del Trigo bajando al número 39 inclusive del Piñedo, y corre por el límite Sur del edificio del Seminario á la calle del Caño hasta la muralla antigua número 15; dirígese rectamente á la muralla exterior comprendiendo la Casa-Asilo y corre luego por dicha muralla y puerta de San Pablo hasta tocar la huerta del convento de Santa Clara, para entrar después por la calle de San Miguel; toma la plaza de los Descalzos, y comprendiendo los números 41 y 20 de la calle de Santa Clara, desciende por las de Santiago, Riego, Toral, la Virgen y Larga desde el Camarín, comprende la iglesia y plazuela de San Antolín, y va por la calle de los Consejos á tomar la acera derecha de la Costanilla para dirigirse por la calle de la Cárcaba á la Plaza Mayor. Su circuito comprende las iglesias de Santiago del Burgo, que es su ayuda de parroquia, San Andrés, el Salvador, San Antolín y San Pablo, que quedan incorporadas y sujetas á dicha matriz.
(Olmedo y Rodríguez, 1905, pp. 92-93)

En la actualidad, la parroquia pertenece al arciprestazgo de Zamora-ciudad, integrado dentro de la diócesis de Zamora, y tiene por encargado a Miguel Ángel Hernández Fuentes.